# Castell de Ròcafixada
El castell de Ròcafixada (en occità: Castèl de Ròca Fixada; en francès: Château de Roquefixade) és una antiga fortalesa situada a la comuna de Ròcafixada, a l'Arieja.

## Història
El castell surt mencionat per primer cop als documents el 1034.
Els primers senyors del castell coneguts són els senyors de Pailhès
El 1205, va ser escenari de les núpcies de Ramon de Perella amb Corba de Lanta. Ramon de Perella posseïa també el castell de Perella i el de Montsegur.

Va servir de refugi i resistència pels albigesos durant el segle xiii. El 1212 Simó de Montfort va prendre el castell, el qual va passar a dependre dels comtes de Tolosa.

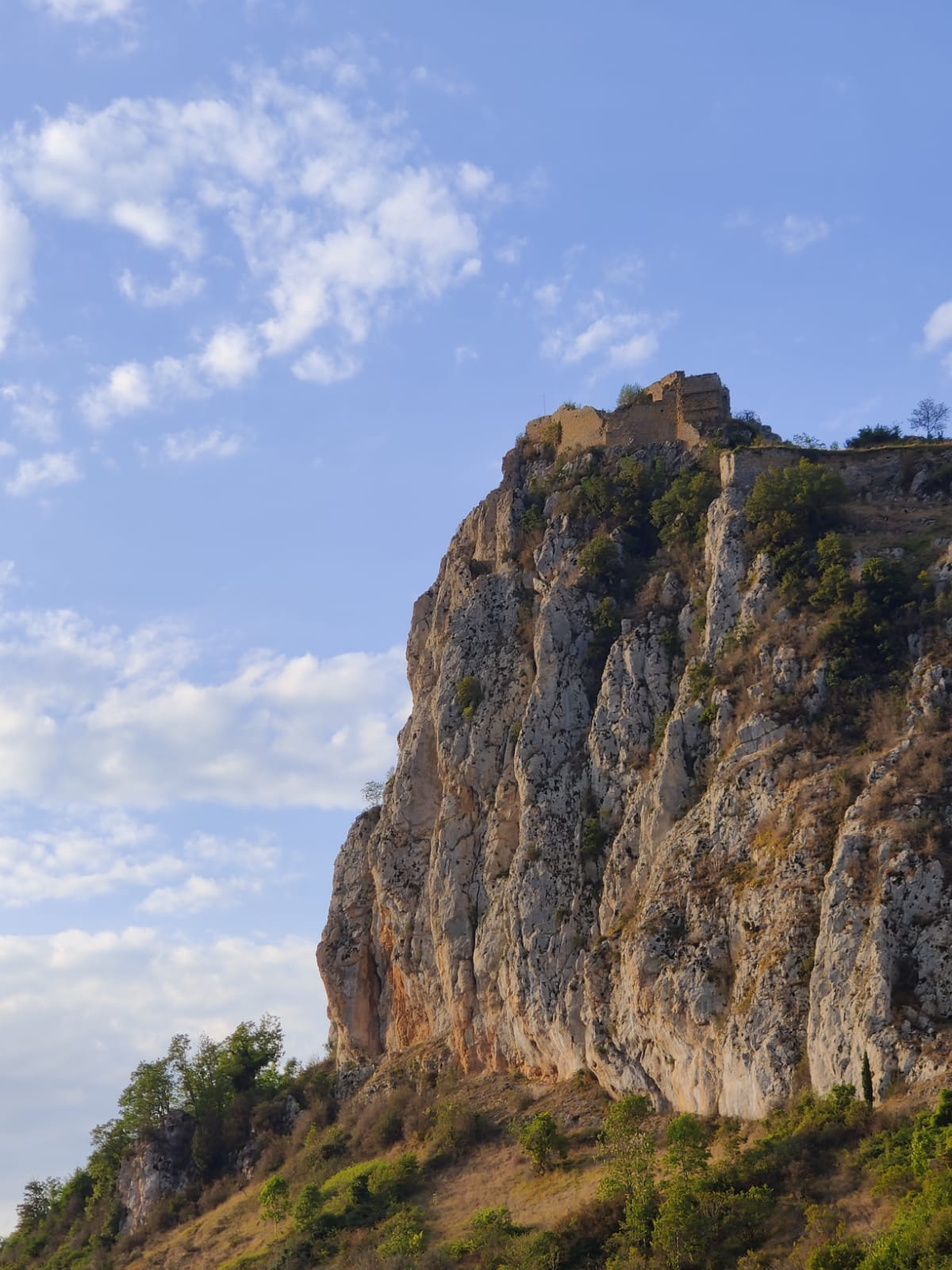
Castell de Ròcafixada des del poble.

El 1272 Felip III, rei de França, va prendre el castell després de la rendició de Roger Bernat III de Foix. El rei va assegurar-ne el manteniment i hi va emplaçar, des del 1278, una guarnició reial, composta d'un castellà, un guaita, un porter, dotze sergents i de gossos guardians. L'interès d'aquest manteniment i mobilització era la presència propera de la frontera amb el Regne d'Aragó.
El 1463, el rei Lluís XI va restituir el castell als comtes de Foix, amb Gastó IV de Foix.
El castell va gaudir de diversos manteniments durant els segles XV i XVI, per acabar sent destruït per ordre de Lluís XIII el 1632. El 1675, el baró de Celles, Vital Guilhon de Lestang, va comprar el castell i la seva família el va conservar fins a la Revolució francesa, quan va ser venut com a bé nacional.
Les runes del castell de Ròcafixada són classificades de monument històric de França des del 7 de febrer de 1995.